# LaToya Ruby Frazier

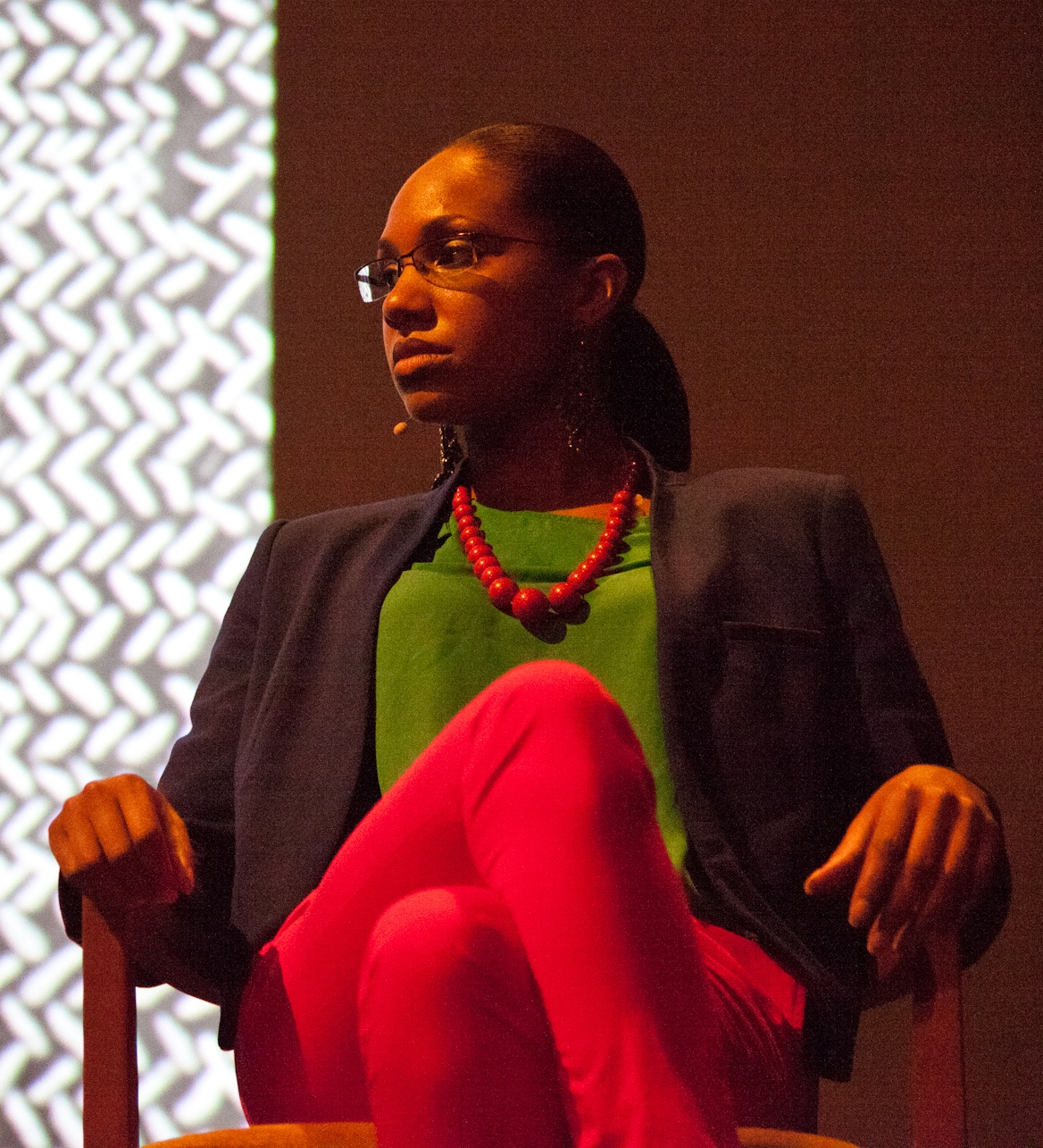
LaToya Ruby Frazier en 2011

LaToya Ruby Frazier (Braddock, 1982) es una artista y profesora de fotografía estadounidense. Criada en su ciudad natal, comenzó fotografiando a su familia y allegados a los 16 años influenciada por grandes maestros de la fotografía social documental como Walker Evans y Dorothea Lange, cuyo trabajo parte de y es hecho por la comunidad, con una colaboración clave entre fotógrafo y fotografiados. También bajo la influencia de Gordon Parks, fotógrafo afroamericano que promovía el uso de la cámara como herramienta para la defensa de la justicia social, Frazier visibiliza el impacto de problemas sistémicos como el racismo, la desindustrialización y  el deterioro ambiental en los cuerpos, las relaciones y el espacio.
En una entrevista con el New York Times Frazier sostuvo que "se necesitan historias que se sostengan a lo largo del tiempo que reflejen y nos digan dónde están y dónde permanecen los prejuicios y los puntos ciegos en nuestra sociedad y nuestra cultura... Es un problema racial y de clase el que nos afecta a todos. No es un problema de los negros, es un problema de EE.UU., es un problema global. Braddock puede ser cualquier lugar."  Frazier estudió artes en muchos lugares, entre ellos la Universidad de Pensilvania, la Universidad de Siracusa, el Independent Study Program del Museo Whitney y fue Guna S. Mundheim Fellow for Visual Arts en la Academia Americana de Berlín. 

## Carrera
Gracias al impulso de su abuela, Frazier pintaba y dibujaba desde muy joven. Entró a la universidad con 17 años donde estudió fotografía con su mentora Kathe Kowalski que la introdujo a la teoría feminista, a la semiótica y a los usos políticos de la fotografía. Frazier se graduó en 2004 en Fotografía y Diseño Gráfico por la Edinboro University of Pennsylvania y en 2007 consiguió un Máster en Fotografía por la Escuela de Artes Visuales Performáticos de la Universidad de Siracusa. Luego de participar en 2010 del Programa de Estudio Independiente del Whitney empezó a trabajar como docente en Yale.
Desde 2009 formó parte de exhibiciones en instituciones prestigiosas como el New Museum (The Generational Triennial: Younger than Jesus), el MoMA PS1 (Greater New York: 2010), la Bienal de Mujeres de Arte de Incheon (Terra Incognita) y la Bienal del Whitney en 2012. Su exhibición individual en el Brooklyn Museum abrió en 2013.
En 2014, Aperture publicó su primer libro The Notion of Family que recibió el Infinity Award del Centro Internacional de Fotografía.

## Premios
Frazier recibió diversos premios, entre ellos Art Matters en 2010, Louis Comfort Tiffany Foundation Award en 2011, el Theo Westenberger Award  de la Creative Capital Foundation en 2012 y el Gwendolyn Knight & Jacob Lawrence Prize del Museo de Arte de Seattle en 2013.
En 2014 recibió la Beca Guggenheim de las Artes Creativas. En 2015 recibió la beca MacArthur, a lo que agradeció diciendo que "la validación de su trabajo como testimonio y como lucha por la justicia social y el cambio cultural". En 2018 recibió la beca del Instituto de Sundance a las artes de no ficción. 
En 2020 ha sido galardonada con el Storytelling Fellows 2020-2021 de la National Geographic Society, para impulsar durante un año el desarrollo de sus proyectos.

## Obra
El trabajo fotográfico de Frazier incluye tanto imágenes de espacios personales y momentos de intimidad como la historia racial y de la injusticia económica en EE. UU.. Su trabajo incluye retratos de amigos y familiares cercanos como ejemplos de la injusticia social. La autora explica que "la colaboración entre mi familia y yo desdibuja la línea entre el autorretrato y la documentación social. Su trabajo frecuentemente se enfoca en la difícil situación en su ciudad de Braddock que vio los efectos del colapso de la industria del acero en las décadas del 70 y 80. Con fotos en blanco y negro, Frazier resalta la belleza de Braddock y cómo este trasfondo impactó en la vida de su familia y de sus habitantes. Sus fotos generan un gran impacto al mostrar fuerza y vulnerabilidad de una manera honesta y personal. Frazier también trabajó problemáticas contemporáneas como la crisis de agua de Flint. Este proyecto se enfoca en la vida cotidiana de una mujer joven de clase baja y su familia en este contexto.

## Exposiciones[16]
Exposiciones  individuales:
- Brooklyn Museum, A Haunted Capital (2013)
- Seattle Art Museum, Born by a River (2013)
- Institute of Contemporary Art, Boston, Witness (2013)
- Contemporary Arts Museum, Houston, Witness (2013)
- Gavin Brown's Enterprise, New York, NY (2018)

Exposiciones grupales:
- The Way of the Shovel, Art as Archaeology, Museum of Contemporary Art, Chicago, IL (2013)
- Empire State, Palazzo delle Esposizioni, Rome, Italy (2013)
- Gertrude's/LOT, Andy Warhol Museum, Pittsburgh, PA (2011)
- Commercial Break, Garage Projects, 54th Venice Biennale, Italy (2011)
- Greater New York, MoMA PS1, New York, NY (2010)
- The Generational Triennial: Younger Than Jesus, New Museum, New York, NY (2009)

Bienales:
- Busan Biennale, South Korea (2014)
- Recycling Memory: Recapturing the Lost City, 11th Nicaraguan Visual Arts Biennial, Managua (2014)
- Mom, am, I barbarian?, 13th Istanbul Biennial (2013)
- Whitney Museum of American Art, New York (2012)